# Studentoverall

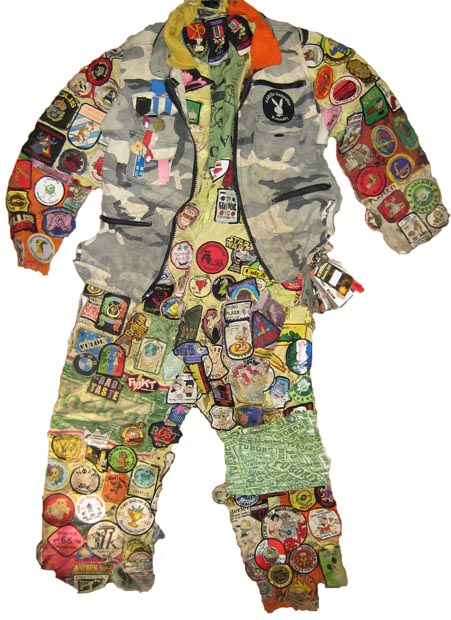
En typisk och välanvänd studentoverall av årgång 1998 (Programvaruteknik), ursprungligen från BTH. Ägaren har bl.a. bytt delar och festmärken med andra studenter på andra program och studieorter. På höger ben är en capshandduk fastsydd. Den tillhörande västen signalerar i detta fall att studenten är medlem i en festförening, en så kallad "kvasiförening", här Kååtha kamrater Ronneby.

En studentoverall, även ovve eller på finlandssvenska studenthalare, är en overall av arbetarmodell som bärs som festplagg av studenter vid finska och svenska högskolor och universitet, och i vissa fall av avgångselever på gymnasieskolor. Den anses vara ett av de främsta kännetecknen för studentikos kultur. Overallen är ofta prydd av tygmärken från olika studentfester och studentorganisationer. Vissa studentorganisationer använder i stället för overall andra plagg med samma funktion, till exempel b-frack, hängselbyxor, kavaj eller labbrockar.
Liknande overaller förekommer även vid vissa kanadensiska universitet.

## Overallsbärandets utbredning och historik
Det första dokumenterade fallet av en studentförening som bär overall finns hos studentorkestern ab Kruthornen från Västmanlands-Dala nation i Uppsala där de på omslaget till sin skiva "Dancing with Kruthornen" från 1966 kan ses iklädda sina karaktäristiska rosa (röda) overaller.
Overalltraditionen vid Kungliga Tekniska högskolan uppstod av allt att döma i slutet av 60-talet[källa behövs] som ett alternativ till b-fracken, där Fysiksektionen var en av de första sektionerna att byta från b-frack till overall. Märkestraditionen har förmodligen sitt ursprung i Lund[källa behövs] där musikkårer på 1940-talet reste landet runt och bytte märken på olika lärosäten. Overallen var begränsad till KTH fram till 1980-talet,[källa behövs] men därefter blev den populär bland andra studenter, framför allt bland teknologer och vid mindre högskolor. Som ett exempel kan nämnas Blekinge tekniska högskola, där varje linje oavsett inriktning har overaller, om än i varierande koncentration.
Bland studenterna vid Lunds universitet är det uteslutande teknologer som bär overall eller motsvarande, och vid Uppsala universitet endast studenter på teknisk-naturvetenskapliga fakulteten, samt studenter på Campus Gotland.  
På Chalmers tekniska högskola har det hittills nästan uteslutande varit medlemmar i teknologföreningar som burit overall. I början på 2000-talet införde dock bland annat datasektionen sektionsoveraller, som även vanliga teknologer som inte är engagerade i föreningslivet kan skaffa. Detta är dock inte längre fallet. En möjlig orsak till den chalmeristiska motviljan mot overallen är den gamla men uppsluppna antagonism som finns mellan KTH och Chalmers. Chalmers Cortègecommitté bär istället utsmyckade vita labbrockar, en tradition som i varje fall går tillbaka till 1930-talet.
Vid Linköpings universitet har alla sektioner overaller, med undantag för kultursektionen som bär läkarrock omsydd till frack. 
Vid Umeå universitet är det nästan uteslutande teknologer och naturvetare som bär overall, även om vissa nationer på senare år har infört overall som plagg.
Vid Luleå tekniska universitet har alla sektioner sina egna overaller. Färgen på overallen beror på vilken utbildning man läser (till exempel Rymd - Svart, Maskin - Röd och Psykologi- och Sociologisektionen - Blå med Vita ärmar).
Overallen anses vara en viktig del av studentlivet på Luleå tekniska universitet.
På Luleå tekniska universitet är overallen även viktig under nolle-p där studenter från de olika programmen "phöser" de nya studenterna så de får en gemenskap med skolan och klassen.
Vid Högskolan i Skövde bärs också overaller av alla olika sektioner. Färgen på overallen visar vilken sektion eller studentförening som studenten tillhör. 
Vid Kristianstad Högskola hade alla sektioner overaller och varje sektion hade sin egen färg, t.ex Kristianstads Ingenjörer bar röd overall, Pedagogerna bar lila, Ekonomerna bar gula och om man hade arbetat på Studentkåren bar man svart. Sen 2014 har alla sektioner lagts ner förutom Cefyrekon (Ekonomerna och personalvetarna), så nu är det fritt att bära vilken färg man vill. Dock är det uppmuntrat att behålla de gamla färgerna för att inte traditionerna ska försvinna. 
Vid Handelshögskolan i Stockholm bar ifrån början alla medlemmar i Handelshögskolan i Stockholm Studentkår lila overall med vit revär. Senare övergick traditionen till att enbart kårens styrelse bar lila overaller och övriga utskott och projekt gick över till deras respektive signaturfärg. Exempelvis Programutskottet (PU), bär röd overall när de arbetar på fester och Friedmans Apostlar (FA), kårens studentkör bär mörkblå overall. 
På Jönköping University bärs overallen frivilligt av samtliga studenter, där färgen representerar vilken fackhögskola man tillhör. Högskolan för lärande och kommunikation har blå för kommunikatörer, HR, Globala studier, röd för pedagoger. Tekniska Högskolan har gula, Handelshögskolan gröna och Hälsohögskolan vita overaller. Svarta overaller bärs av de som tillhör Qult, som är en inofficiell resedisorganisation på skolan.  
I regel bärs overallen "uppcabbad" (dvs helknäppt) fram till dess man blivit "invigd", vilket hörs under ovveceremonin under sin första inspark. Därefter får overallen bäras "nercabbat" med ärmarna längs med sidorna och bälte i midjan.  
Utöver detta representerar färger på revärerna vilken linje man går på respektive skola, t.ex Rosa för medie- och kommunikationsvetenskap, röd för sjuksköterska, etc. På  

### Finland

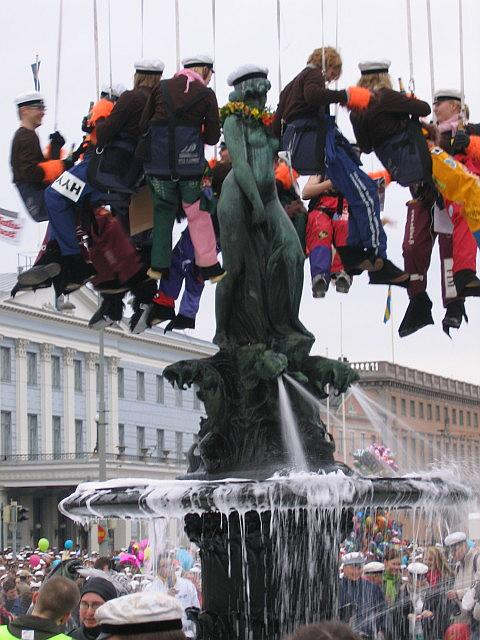
En grupp studenter iklädda halare i Helsingfors utför den klassiska studentritualen att förse statyn Havis Amanda med en studentmössa under Vappen-festiviteterna.

Under 70-talet tog svenska utbytesstudenter från Stockholm med overallerna också till Finland, där sedan dess förutom ingenjörsstudenterna också de flesta övriga studenterna och på sistone till och med studenter vid praktiska eftergymnasiala utbildningar tagit över traditionen. I Finland heter overallen haalari (finska för "overall"), och finlandssvenskarna kallar dem studenthalare.
En av de viktigaste festerna, där overallen kommer till användning, är första maj, när studenterna firar Vappen (finska Vappu).

### Studentoveraller bland gymnasieelever
Sedan 1980-talet är det vanligt i vissa delar av Sverige att gymnasieskolors avgångselever skaffar overaller liknande dem som används på högskolan, och bär dem från mösspåtagningen till terminens slut. De brukar inte skaffa märken till overallerna, däremot brukar de skriva avskedshälsningar till varandra på dem.
Även i Finland finns en overalltradition för gymnasieelever. I Finland använder många gymnasier enkla overaller (så kallade penkkishalare) under bänkskuddardagen och möjligen vid några andra tillfällen under abiturient-året. Overallerna utgörs ofta av enkla tygoveraller eller gamla arbetaroveraller. Eleverna brukar sedan utsmycka dessa efter eget tycke.

## Overallens utseende

### Utsmyckningar och utbyggnader
Förutom tygmärken och utbytta overalldelar kan overallen också prydas med mjukdjur och målade mönster. Speciellt vanligt är att märka benet med ett särskilt smeknamn - ett så kallat bennamn. Andra vanliga utsmyckningar är någon form av revärer.
Några praktiska detaljer som passar bra till studentoverall är handdukar, knäskydd och blixtlås (vid knän och armhålor).
Overallerna tillverkas ofta med öppningar i sidorna som ursprungligen skulle underlätta åtkomsten till byxorna arbetaren hade under overallen (att ha byxor under sin studentoverall kan dock upplevas som stötande för vissa renläriga overallbärare). Dessa fickor kallas "hångelfickor", "kärleksfickor", "porrfickor", "tafsfickor",  etc. och hjälper overallbärare att få extra hudkontakt när de vänslas.
Det händer ibland att en overallbärare förlänger overallens liv genom att "bygga om" den till en annan typ av plagg, till exempel en jacka, frackrock eller överrock.

### Färger
Overallens färg talar om vad bäraren tillhör för utbildning eller studentförening, på samma sätt som frackbanden hos den akademiska studentfracken. Se vidare lista över studentoverallsfärger.

### Tillbehör
Över overallen kan västar eller rockar bäras för att visa om overallbäraren är medlem i till exempel en studentförening.

## Sociala aspekter av overallbärandet
Studentoverallen har stark social betydelse som attribut för den studentikosa subkulturen.

### Overalletikett
Exakt vid vilka tillfällen som overallen bärs varierar mellan olika högskolor och utbildningsprogram. Det är oftast lämpligt att bära den vid icke-uppklädda fester (i Linköping kallade kravaller), på festivaler och vid mottagning av nyantagna studenter.
Det finns en hel uppsjö av myter och traditioner kring studentoverallen, till exempel att overallen aldrig får tvättas om inte ägaren bär den på sig och så vidare. Det är vanligt förekommande att studenter byter overalldelar med varandra, vilket kan leda till att samma overall kan innehålla många olika färger. 
En del attiraljer så som nallebjörnar och dylikt på overallen kan betyda att man är med i olika studentföreningar eller att man har gjort något speciellt för att förtjäna dem.